# Calonectris
Calonectris is een geslacht van vogels uit de familie van de pijlstormvogels (Procellariidae). De wetenschappelijke naam van het geslacht is voor het eerst geldig gepubliceerd in 1915 door Mathews & Iredale. Fossielen zijn bekend vanaf het Pleistoceen.

## Beschrijving
Calonectris heeft een betrekkelijk lange tarsus (40 cm) met een tamelijk korte, gekromde snavel. De vleugelbeenderen zijn afgerond.

## Leefwijze
De voorkeur van de huidige pijlstormvogel gaat uit naar warmere wateren. De noordgrens van zijn broedgebied reikt nu tot de Middellandse Zee en de Portugese Atlantische kust. 100.000 Jaar geleden bewoonde deze vogel rotsholten aan de kust van Zuid-Wales. Daar zijn ook resten gevonden van nestjongen en volwassen dieren.

## Soorten
De volgende soorten zijn bij het geslacht ingedeeld:
- Calonectris borealis – Kuhls pijlstormvogel
- Calonectris diomedea – Scopoli's pijlstormvogel
- Calonectris edwardsii – Kaapverdische pijlstormvogel
- Calonectris leucomelas – Gestreepte pijlstormvogel